# 가쓰타시
가쓰타시(勝田市)은 이바라키현 현오지방에 위치했던 시이다.  1994년 11월 1일에 나카미나토시와 합병해 히타치나카시가 되었다.

## 지리
- 현재의 히타치나카 시 남동부를 제외한 대부분을 차지하고 있었다.
- 시는 태평양에 접해 있다.
- 나카 강의 북쪽 기슭에 위치한다.

## 역사
헤이안 시대 후기에는 요시다 군의 일부에 속해 요시다 신사(미토 시)의 사령이었던 것으로부터 히타치 다이요시다 씨의 세력이 미치고 있던 것 외에 가시마 신궁령도 있었다. 또 이 무렵에는 신라 사부로 요시미쓰가 히타치로 진출했기 때문에 겐지의 세력이 미쳐 요시미쓰의 아들 요시키요는 나카군 다케다 향에, 의업이 구지군 사타케 향(히타치오타시)에 각각 토착하였다.이러한 여러 세력의 난립 상태 속에서 요시키요·키요미츠 부자는 일족과 대립하여 가이 국(야마나시 현)으로 유배되었고, 가이에서는 고마 군 이치카와조를 기반으로 세력을 확대해 가이겐 씨의 시조가 되었다.
- 1897년 2월 25일 - 일본철도 이와키 선(현 조반 선)의 미토 - 헤이(현 이와키) 간이 개업.
- 1940년 4월 29일 - 가쓰타촌, 나카노촌, 가와다촌과 합병해 가쓰타정이 성립하였다
- 1954년 11월 1일 - 사노촌을 편입해 시로 승격하였다.
- 1989년 3월 31일 - 나카정과 경계를 변경하였다.
- 1991년 10월 5일 - 국영 히타치 해변 공원이 일부(70ha) 개원하였다.
- 1993년 9월 25일 - 토지 구획 정리 사업에 따른 신주거 표시 구역으로서 외야 1초메~2초메(구 히가시오시마, 다이지 히가시이시카와의 각 일부)를 설정되었다.
- 1994년 11월 1일 - 나카미나토시와 합병해 히타치나카시가 되었다.

## 교통

### 철도
- 동일본 여객철도
  - 조반선
  - 스이군선

- 히타치나카 해변철도

### 도로
- 기타칸토 자동차도
- 국도 제6호선
- 국도 제245호선

### 항구
- 이바라키 항